# FUNKAHOLiC
『FUNKAHOLiC』（ファンカホリック）は、スガシカオの8枚目のオリジナル・アルバム。2008年9月10日に発売された。

## 概要
『PARADE』から2年ぶりの新作タイトルの意味は「ファンク中毒」。CD+DVDの初回生産限定盤と通常盤の2形態同時リリース。初回生産限定盤付属DVDは「フォノスコープ」「NOBODY KNOWS」「コノユビトマレ」3曲のMVを収録。

## チャート成績
オリコンチャートで週間4位を記録。デビューから12作連続TOP10入りで、男性ソロ歌手歴代1位となった。

## 収録曲

### CD
全作詞・作曲：スガシカオ
編曲：森俊之（1,3,8）森俊之・スガシカオ（2,7）田中義人・スガシカオ（4）スガシカオ（5,6,9,12）屋敷豪太（10）亀田誠治（11）
1. バナナの国の黄色い戦争
2. NOBODY KNOWS
  - 23rdシングル
  - TBS系アニメ『xxxHOLiC◆継』オープニングテーマ
3. POP MUSIC
  - J-WAVE 20th ANNIVERSARY SONG
4. プラネタリウム
5. Call My Name
6. FUNKAHOLiC
7. フォノスコープ
  - 22ndシングル
  - カネボウ化粧品「T'ESTIMO」CMソング
8. 潔癖
9. 13階のエレベーター
10. コノユビトマレ
  - 24thシングル
  - 積水ハウス「シャーメゾン」CMソング
11. sofa
  - OAD『xxxHOLiC 春夢記』オープニングテーマ
12. 宇宙

### DVD
1. 「フォノスコープ」ミュージック・ビデオ
2. 「NOBODY KNOWS」ミュージック・ビデオ
3. 「コノユビトマレ」ミュージック・ビデオ

## 演奏
- スガシカオ
  - Vocal
  - Wah Guitar (#1)
  - Acoustic Guitar (#2.5-8.12)
  - Electric Guitar (#2.3.5-11)
  - Bass (#2.5)
  - Keyboards (#5-7)
  - Programming (#5-7.9)
- 田中義人
  - Electric Guitar (#1)
  - Programming (#4)
- 沢田浩史：Bass (#1)
- 沼澤尚：Drums (#1)
- 大儀見元：Percussion (#1)
- 森俊之：Keyboards & Programming (#1.2.3.7.8)
- 河合わかば：Trombone (#1)
- 佐々木史郎：Trumpet (#1)
- 小林太：Trumpet (#1)
- 織田浩司：Saxophone (#1)
- 勝田一樹：Tenor Saxophone (#1)
- 金子隆博：Horn Arrangement (#1)
- 森信行
  - Drums (#2.7)
  - Additional Drum (#4)
- 根岸孝旨：Bass (#6)
- あらきゆうこ：Drums (#6.9)
- 松原秀樹：Bass (#7.8)
- 岸田容男：Drums (#8)
- 坂本竜太：Bass (#9)
- 有賀啓雄：Bass (#10)
- 屋敷豪太：Drums (#10)
- 大島俊一：Keyboards (#10)
- Perry Montague-Mason, Warren Zielinski, Patrick Kieman, Boguslav Kostecki, Chris Tombling, Julian Leaper, Tom Pigott-Smith, Mark Berrow：Violin (#10)
- Peter Lale, Garfield Jackson, Rachel Bolt：Viola (#10)
- Tony Pleeth, Martin Loveday, Caroline Dearnley：Cello (#10)
- Simon Hale：Strings Arrangement (#10)
- 西川進：Acoustic Guitar, Electric Guitar (#11)
- 亀田誠治：Bass (#11)
- 皆川真人：Piano (#11)
- 飯田高広：Synthesizer Programming (#11)
- Jess Bailey：Keyboards (#12)